# Protoholozoa pigra
Protoholozoa pigra is een zakpijpensoort uit de familie van de Holozoidae. De wetenschappelijke naam van de soort werd voor het eerst geldig gepubliceerd in 1975 door Françoise Monniot.